# Курбанов, Гамлет Агададаш оглы
Га́млет Курба́нов (азерб. Hamlet Qurbanov; 13 октября 1938 года, Баку, Азербайджанская ССР, СССР — 16 ноября 1995 года, там же, Азербайджан) — советский и азербайджанский актёр театра и кино, Заслуженный артист Азербайджанской ССР (1982).

## Биография
Родился в 13 октября 1938 года в Баку в семье актёра Агададаша Курбанова и оперной певицы Гюльхар Гасановой. Был назван в честь героя пьесы Шекспира «Гамлет», который успешно ставился в то время на сцене Драматического Театра. Позднее поступил в актёрский факультет Азербайджанского государственного института искусств, который окончил в 1961 году. Учился у Мехди Мамедова.
Играл различные роли на сцене Азербайджанского драматического театра c 1961 по 1992 год. Одной из первых ролей Курбанова в театре была роль Аскера в пьесе «Вагиф» Самеда Вургуна. Также Курбанов запомнился такими ролями в театре, как Эльмир бек («Качаг Наби»), Секарллинский («Деревенская девочка»), Докторр Лальбюз («Сборище сумасшедших»), «Ульдрия» («Безымянная звезда»), Шамхал («Летние дни города»), Аликулу («Аликулу женится»), Каренин («Мертвое тело»), Хасиб («Хайям»), Фердинанд («Буря»), Ибрагим хан («Вагиф»), Агагусейн («В хрустальном дворце»), Шукур бек («Кто прав?»).
В кинофильмах сыграл такие роли, как Абдулали-бек («Севиль»), Кипчак Малик («Деде Горгуд»), Председатель (Дедушка дедушки нашего дедушки), доцент («Сезон садов»), Демиров («Джин в микрорайоне»), Мирбагир Ага («Привет с того света»), Никович («Дама министра»), Садыхов («Семья Атаева»), Автор («Дорожные встречи»), Альбифиорита («Владелец отеля»), профессор («Дома наискосок»), Ильдрым Баязид («Топал Теймур»), Вальтер Росс («Закрытая орбита») и др.
Гамлет Курбанов был сводным братом актрисы Гюльшан Гурбановой.

### Последние годы жизни
Долгие годы актёр страдал от рака. 
Скончался 16 ноября 1995 года в Баку.

## Фильмография
- 1964 — Кого мы больше любим
- 1970 — Севиль
- 1975 — Свет погасших костров — Гыпчак Мелик
- 1976 — Сердце…сердце…
- 1978 — Дачный домик для одной семьи
- 1980 — Хочу понять
- 1981 — Дедушка дедушки нашего дедушки
- 1985 — Дачный сезон
- 1985 — Джин в микрорайоне
- 1991 — Всгорю в огне очищения — дядя Садых
- 1992 — Сгорю в огне очищения